# Forcelles-sous-Gugney
Forcelles-sous-Gugney is een gemeente in het Franse departement Meurthe-et-Moselle (regio Grand Est) en telt 94 inwoners (2009). De plaats maakt deel uit van het arrondissement Nancy.

## Geografie
De oppervlakte van Forcelles-sous-Gugney bedraagt 5,4 km², de bevolkingsdichtheid is dus 17,4 inwoners per km².
De onderstaande kaart toont de ligging van Forcelles-sous-Gugney met de belangrijkste infrastructuur en aangrenzende gemeenten.

## Demografie
De figuur toont het verloop van het inwonertal (bron: INSEE-tellingen).